# 청통천
청통천(淸通川)은 경상북도 영천시 청통면 신원리에서 발원하여 금호강으로 흘러드는 대한민국의 지방하천이다.